# Hero (canção de Monsta X)
"Hero" (também estilizado como HERO Japanese version) é a primeira canção em japonês gravada pelo grupo sul-coreano, Monsta X, que também serviu como primeiro single para seu primeiro álbum de estúdio japonês, Piece. Foi lançado pela Universal Music Japan e Mercury Tokyo em 3 de maio de 2017 em download digital e 17 de maio em mídia física.

## Antecedentes e lançamento
No dia 2 de abril de 2017 foi revelado para a mídia que Monsta X iria estrear no Japão em 17 de maio com a versão japonesa de "Hero", faixa de seu segundo extended play coreano, "Rush". Eles ficariam a cargo da Mercury Tokyo, uma subsidiária construída exclusivamente pela Universal Music Japan para cuidar da agenda do grupo no Japão. O videoclipe para "Hero" foi lançada 14 de abril no canal oficial do Monsta X da Vevo no Youtube.
O álbum single foi lançado em três versões físicas com conteúdos diferentes. A versão normal contém apenas o CD com as duas faixas e um photocard. A versão A limitada contém CD e DVD com o videoclipe de "Hero" e os bastidores da filmagem. E por último, a versão B contém CD e DVD com quatro performances do showcase que o Monsta X realizou no Japão no dia 20 de janeiro.

## Lista de faixas
| Download digital |                         |                  |                |                |         |  |
| N.º              | Título                  | Letras           | Música         | Produtor       | Duração |  |
| 1.               | "Hero" (Japanese ver.)  | ZERO(YVES&ADAMS) | Punch Sound    | Punch Sound    | 3:39    |  |
| 2.               | "Stuck" (Japanese ver.) | ZERO(YVES&ADAMS) | Punch Sound    | Punch Sound    | 3:46    |  |
| Duração total:   | Duração total:          | Duração total:   | Duração total: | Duração total: | 7:25    |  |

| Edição Normal CD |                         |                  |                |                |         |  |
| N.º              | Título                  | Letras           | Música         | Produtor       | Duração |  |
| 1.               | "Hero" (Japanese ver.)  | ZERO(YVES&ADAMS) | Punch Sound    | Punch Sound    | 3:39    |  |
| 2.               | "Stuck" (Japanese ver.) | ZERO(YVES&ADAMS) | Punch Sound    | Punch Sound    | 3:46    |  |
| Duração total:   | Duração total:          | Duração total:   | Duração total: | Duração total: | 7:25    |  |

| Edição Limitada CD + DVD / Tipo A |                                   |                  |                |                |         |  |
| N.º                               | Título                            | Letras           | Música         | Produtor       | Duração |  |
| 1.                                | "Hero" (Japanese ver.)            | ZERO(YVES&ADAMS) | Punch Sound    | Punch Sound    | 3:39    |  |
| 2.                                | "Stuck" (Japanese ver.)           | ZERO(YVES&ADAMS) | Punch Sound    | Punch Sound    | 3:46    |  |
| 3.                                | "Hero" (Videoclipe)               |                  |                |                |         |  |
| 4.                                | "Hero" (Bastidores do videoclipe) |                  |                |                |         |  |
| Duração total:                    | Duração total:                    | Duração total:   | Duração total: | Duração total: | 7:25    |  |

| Edição Limitada CD + DVD / Tipo B |                                 |                  |                |                |         |  |
| N.º                               | Título                          | Letras           | Música         | Produtor       | Duração |  |
| 1.                                | "Hero" (Japanese ver.)          | ZERO(YVES&ADAMS) | Punch Sound    | Punch Sound    | 3:39    |  |
| 2.                                | "Stuck" (Japanese ver.)         | ZERO(YVES&ADAMS) | Punch Sound    | Punch Sound    | 3:46    |  |
| 3.                                | "Trespass" (Japan 1st SHOWCASE) |                  |                |                |         |  |
| 4.                                | "Ex-Girl" (Japan 1st SHOWCASE)  |                  |                |                |         |  |
| 5.                                | "Honestly" (Japan 1st SHOWCASE) |                  |                |                |         |  |
| 6.                                | "Fighter" (Japan 1st SHOWCASE)  |                  |                |                |         |  |
| Duração total:                    | Duração total:                  | Duração total:   | Duração total: | Duração total: | 7:25    |  |

## Desempenho nas paradas musicais e vendas
| Tabela musical                      | Melhor posição |
| ----------------------------------- | -------------- |
| Japão (Weekly Albums Chart)         | 2              |
| Japão (Billboard Japan Hot 100)     | 3              |
| Japão (Billboard Top Singles Sales) | 2              |

| País           | Vendas        |
| Versão física  | Versão física |
| -------------- | ------------- |
| Japão          | 69,713+       |
| Versão digital |               |
| Japão          | 8,928+        |